# 武田圭策
武田 圭策（たけだ けいさく、1929年9月16日 - ）は、日本の経営者。北海道文化放送社長、会長を務めた。

## 来歴・人物
北海道出身。1950年に室蘭工業専門学校電気学科を卒業し、同年に北海道新聞社に入社。1983年1月に取締役、1987年1月に常務を経て、1992年6月に北海道文化放送社長に就任。1998年6月に会長に就任。